# Maultier
Maultier («Мул») — семейство немецких полугусеничных грузовых автомобилей времён Второй мировой войны.

## История
Первый проект был разработан в 1942 году в рамках программы постройки грузовых машин повышенной проходимости для Восточного фронта.
До 31 декабря 1942 года Гитлер одобрил программу производства 1870 машин.
Полугусеничное шасси соответствовало повышенным требованиям к проходимости. Вместо заднего моста неполноприводных грузовиков устанавливалась гусеничная ходовая часть по типу Carden-Loyd с подвеской Хорстманна в случае 2-тонных машин (Sd.Kfz. 3) или типа Pz.Kpfw. II в случае 4,5-тонных машин (Sd.Kfz. 4, он же Mercedes-Benz L4500R). Она позволяла Maultier маневрировать с помощью гусениц подобно танку. 
Скорость некоторых грузовиков достигала 50 км/ч.
Производство
Maultier выпускался серийно фирмами Klockner-Humboldt-Deutz, Opel и Daimler-Benz в четырёх основных модификациях. 
С 1942 по 1944 год всего изготовлено около 21 960 единиц.

## Машины на базе
На базе бронированной модификации Opel Maultier в 1942 году была создана самоходная РСЗО 15 cm Panzerwerfer 42.